# أندري ميرونوف
أندري ميرونوف هو لاعب كرة قدم روسي في مركز الدفاع، ولد في 15 يناير 1987. لعب مع كريليا سوفيتوف سامارا.

## وصلات خارجية
- أندري ميرونوف على موقع Soccerway.com (الإنجليزية)